# Luchthaven Brač
Luchthaven Brač (Kroatisch: Zračna Luka Brač) is een luchthaven op het Kroatische eiland Brač nabij het zuiderlijk gelegen stadje Bol waarnaar het vliegveld regelmatig wordt vernoemd. Het ligt in het zuiden op het eiland Brač, en circa 15 kilometer ten zuidoosten van Supetar, de grootste stad op het eiland.

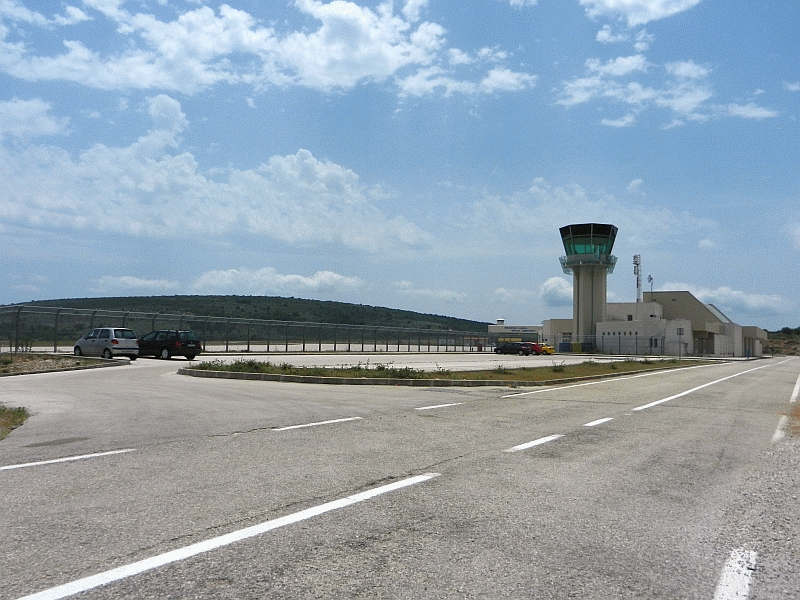
de verkeerstoren

## Geschiedenis
Het plan om de luchthaven van Brač te maken kwam in december 1990. De luchthaven is geopend op 22 mei 1992. Daarmee is het het jongste vliegveld van Kroatië. De terminal is geopend in 2007, en had toen een landingsbaan van 1440 meter. De functie van de luchthaven was toen vooral belangrijk voor de economie door toerisme om het eiland en de bevolking te voorzien van werkgelegenheid en geld. Tegenwoordig is het gebruik voor mensen- en goederenvervoer.
Tussen november 2016 en maart 2017 is de landingsbaan uitgebreid naar 1760 meter, waardoor het vliegveld beschikbaar werd voor de Airbus A319 en de Airbus A220.

## Luchthavengebouw en voorzieningen
In het luchthavengebouw bevinden zich 3 incheckbalies. Aan de linkerkant bevindt zich de security-controle. Binnen in het luchthavengebouw bevindt zich een café evenals een winkel die lokale producten verkoopt zoals olijfolie en wijnen.
Buiten het luchtvaartgebouw bevindt zich een parkeerplaats. Er is geen openbaar vervoer van en naar het vliegveld, maar op verzoek zijn taxi's mogelijk. Het vliegveld is bereikbaar vanuit het noorden, vanuit de richting Pražnica en vanuit het zuidoosten, vanuit de richting van Bol.
Het luchthaventerrein biedt plaats aan 3 commerciële vliegtuigen. Daarnaast staan er kleinere vliegtuigen geparkeerd van bijvoorbeeld het type Cessna 172. Er is een enkele taxibaan, deze verbindt de ramp met de landingsbaan. Hierdoor moeten vliegtuigen de landingsbaan vaak backtracken, een methode waarbij het vliegtuig omdraait om zo de taxibaan te bereiken. De landingsbaan is 1760 meter lang, voldoende voor de Airbus A220, Embraer 190/195 en de Airbus A319. Echter, Croatia Airlines is de enige luchvaartmaatschappij met reguliere, seizoensgebonden lijnvluchten, maar zij voeren deze uit met een Bombardier Q400. De bestemmingen vanaf Brač zijn: Zagreb, Linz, Graz en Bratislava. Sundair heeft eerder in 2021 aangekondigd te gaan vliegen vanaf Berlijn en Düsseldorf, maar heeft op het laatste moment besloten deze vluchten uit te stellen voor het zomerseizoen voor 2021.

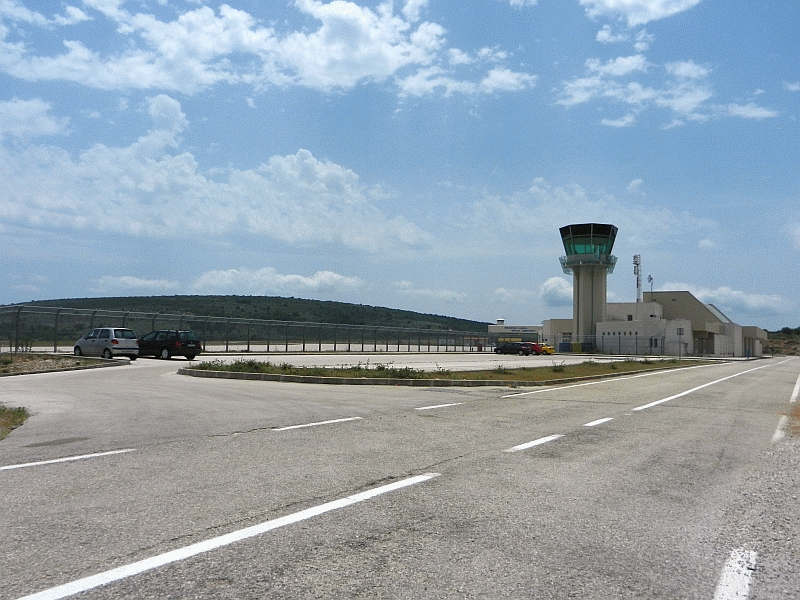
de verkeerstoren

## Passagiersaantallen
| Jaar | Passagiers |
| ---- | ---------- |
| 2011 | 11,367     |
| 2012 | 11,402     |
| 2013 | 9,433      |
| 2014 | 9,616      |
| 2015 | 8,809      |
| 2016 | 12,354     |
| 2017 | 21,596     |